# Crotalus stephensi
Espèce
Synonymes
- Crotalus confluentus stephensi Klauber, 1930
- Crotalus mitchellii stephensi Klauber, 1930

Crotalus stephensi est une espèce de serpents de la famille des Viperidae.

## Répartition
Cette espèce est endémique des États-Unis. Elle se rencontre dans le sud-ouest du Nevada et dans le centre-est de la Californie.

## Description
L'holotype de Crotalus stephensi, un jeune mâle adulte, mesure 591 mm dont 48 mm pour la queue. C'est un serpent venimeux.

## Étymologie
Son nom d'espèce lui a été donné en l'honneur de Frank Stephens, conservateur émérite de la San Diego Society of Natural History.

## Publication originale
- Klauber, 1930 : New and renamed subspecies of Crotalus confluentus Say, with remarks on related species. Transactions of the San Diego Society of Natural History, vol. 6, no 3, p. 95-144 (texte intégral).